# Abdij van Zoetendale
De Abdij van Zoetendale (Dulcis Vallis) is een voormalige abdij, gelegen aan de huidige Koning Albertlaan 33-37 en Zoetendale 2-4 tussen Middelburg en Maldegem in de Belgische provincie Oost-Vlaanderen.

## Geschiedenis
In 1215 werd de abdij gesticht vanuit de Abdij van Arrouaise, ten behoeve van de reguliere kanunniken van Sint-Augustinus. Ten noorden van de abdij werd van 1251-1269 de Lieve gegraven en later kwamen daar de parallelle kanalen Leopoldkanaal en Schipdonkkanaal. De abdij werd gewijd aan Onze-Lieve-Vrouw en de abdijkerk werd in 1217 voltooid. De abdijgebouwen en de abdijhoeve lagen binnen een rechthoekige gracht en hier kwamen de parochies van Middelburg, Moerkerke en Maldegem bij elkaar. De congregatie werkte aan de ontginning van het omliggende gebied en aan de inpoldering van het gebied ten noorden van de abdij. De abdij werd verwoest tijdens de godsdienstoorlogen in 1578-1579. In 1584 werd de abdij formeel opgeheven en de bezittingen gingen naar het Jezuïetencollege te Brugge. De abdijkerk verviel en in de 19e eeuw werden de laatste resten ervan gesloopt. De jezuïeten gebruikten sommige gebouwen nog als buitenverblijf, maar in 1773 werd de orde op last van het Oostenrijks bewind opgeheven. De kloostergebouwen verdwenen, maar de overige gebouwen binnen de omgrachting werden in de 19e eeuw als boerenbedrijf in gebruik genomen.
In een van de gebouwen werd de oude zonnewijzer van 1666 opgenomen.